# Бурд, Лазарь Евсеевич
Лазарь Евсеевич Бурд (9 мая 1937 — 12 июля 2020, Сочи, Краснодарский край) — советский футболист, защитник.
Будучи студентом, начинал играть в чемпионате Молдавской ССР за команду Кишинёвского сельскохозяйственного института в 1959 году. В 1960—1962 и 1964—1965 годах играл за «Молдову» Кишинёв. В 1963 году во второй подгруппе класса «А» выступал за «Шахтёр» Караганда. В чемпионате СССР в 1960—1962, 1964 годах провёл 67 игр, забил один гол; сыграл 6 матчей в Кубке СССР.
В 1973—1974 годах — начальник команды «Нистру», которая при нём вышла в высшую лигу. Затем эмигрировал в Израиль. Некоторое время жил в Германии и последние годы жизни — в Сочи. 
Скончался 12 июля 2020 года в Сочи. Похоронен на Центральном Барановском кладбище в Сочи; в Бат-Яме (Израиль), где похоронен его отец, в память Лазаря Бурда установлен кенотаф.

## Семья
Родители — Евсей Абрамович Бурд и Рахиль Бурд.